# Ftalocijanin
Ftalocijanin je veliki, aromatični, makrociklički, organski spoj s kemijskom formulom (C8H4N2)4H2. Sastoji se od četiri izoindolne jedinice povezane dušikovim atomima. Ftalocijanin ima dvodimenzionalnu geometriju i sustav prstena koji se sastoji od 18 π-elektrona. Opsežna promjena mjesta (delokalizacija) π-elektrona daje molekuli korisna svojstva koja su našla primjenu u bojama i pigmentima. Metalni kompleksi izvedeni iz ftalocijanina vrijedni su u katalizi, organskim solarnim ćelijama i fotodinamičkoj terapiji.

## Ftalocijaninski pigmenti
Među organskim pigmentima ftalocijaninski pigmenti zauzimaju posebno mjesto zbog svojih izvanrednih svojstava i niske cijene. Ftalocijanini se ne pojavljuju u prirodi, već su prvi put sintetizirani tridesetih godina 20. stoljeća. Odvode se od makrocikličkog porfina, u kojemu se metidinske grupe zamijenjene dušikovim atomima. Mnoštvo različitih ftalocijaninskih spojeva nastaje stvaranjem kompleksa osnovnog spoja, ftalocijanina, sa skoro svim metalima. Od ftalocijaninskih su spojeva kao pigmenti važni samo kompleksi s bakrom, a ograničeni su na plavu i zelenu boju. Ftalocijaninski plavi pigment postoji u dvije kristalne modifikacije, koje se razlikuju po nijansi (crvenkasta i zelenkasta plava boja). Kao prva modifikacija lako prelazi u drugu, nju treba stabilizirati površinskom obradom ili ugradnjom malih količina klora u molekulu. Ftalocijaninski zeleni pigment dobije se zamjenom (supstitucijom) svih vodikovih atoma u molekuli plavog pigmenta klorovim atomima.
U ftalocijaninskim su pigmentima udružena sva dobra svojstva organskih pigmenata (briljantnost, čistoća i intenzitet tona) s odlikama anorganskih pigmenata, a to je u prvom redu postojanost prema otapalima, kemikalijama, svjetlu i toplini. Zbog toga su ftalocijaninski pigmenti vrlo cijenjeni i upotrebljavaju se praktički u svim područjima primjene pigmenata. Tako su oni vrlo traženi u proizvodnji tiskarskih boja, a mnogo se upotrebljavaju i u pripravi boja i lakova za naliče, za bojenje plastičnih masa i tako dalje. 

### Kinoftalonski pigmenti
Kinoftalonski pigmenti razvili su se, kao i mnogi drugi organski i obojeni pigmenti, od strukturno srodnih bojila povećanjem molekule supstitucijom ili kondenzacijom. Tako je na primjer biskinoftalonski crveni pigment nastao kondenzacijom dviju molekula hidroksikinaldina. Kinaftalonski su pigmenti žutih i crvenih tonova i upotrebljavaju se većinom za bojenje plastike i gume, a rjeđe u sredstvima za ličenje.

## Ftalocijaninska bojila
Ftalocijaninska bojila su derivati makrocikličkog sistema tetrabenzotetraazaporfina ili tetrabenzoporfirazina, koji je građen analogno osnovnom skeletu krvnih i lisnih boja (porfinu), a razlikuje se od njega po tome što su u njegovom unutarnjem, šesnaestočlanom prstenu metinska premoštenja zamijenjena dušikovim atomima. Većina tržišnih proizvoda ove grupe sadržava u molekuli složeno vezan atom nekog dvovalentnog metala (Cu, Co, Ni, Zn, Ca, Ba i tako dalje).
Na osnovnom sistemu mogu se nalaziti razne grupacije uvedene u molekulu općim metodama aromatske supstitucije, koje treba da omoguće topljivost u vodi, ili da povećaju kemijsku reaktivnost prema bojanom materijalu, ili da ishodnom bojilu promijene nijansu. Takve su grupacije — S03H, — S02NR2, — CH2X, — HX (X = halogen), Cl- i tako dalje. Ovako supstituirani ftalocijaninski spojevi mogu se također vezati na neke intermedijare (na primjer supstituirane salicilne kiseline) ili azo-kopulacijske komponente, pa se dobivaju bojila novih grupacija (močilna, naftol AS i tako dalje). Sva su bojila ove grupe izvanredno postojana, a bojaju materijal modro, tirkizno ili zeleno. Upotrebljavaju se za bojanje tekstilnih vlakana, papira, plastičnih masa, kao pigmentna bojila, kao bojila za građevna veziva i tako dalje. Nalazimo ih u različitim grupama bojila, kao na primjer među supstantivnim, močilnim, reduktivnim, sumpornim bojilima ili među bojilima koja se grade na vlaknu (naftolima AS). Najvažniji su primjeri ove grupe: Heliogenblau G, C.I. 74100, priprema se najčešće grijanjem dinitrila ftalne kiseline s Heliogenblau G alkoholima, fenolima ili amidima, ili odvajanjem metalnih atoma iz metalnih ftalocijanina pomoću jakih kiselina; Heliogenblau B, C.I. 74160, bakarna kompleksna sol prethodne boje, dobiva se grijanjem dinitrila ftalne kiseline s bakarnim kloridom na 180 do 200 ˚C. Sulfuriranjem ovog bojila oleumom na 50 do 60°C nastaje Siriuslichttiirkisblau GL (Heliogenblau SBL), C.I. 74180, a kloriranjem dolazi do ulaženja 15 ili 16 atoma klora u molekulu te se dobiva Heliogengriin G, C.I. 74260.

### Ftalocijaninski razvijači
Ftalocijaninski razvijači (phthalogen-bojila) su organski intermedijari koji se posebnim postupcima vežu na supstrat istodobno s nekom metalnom soli, te naknadnom obradom grijanjem u prisutnosti reduktivnih sredstava prelaze na obojenom materijalu u nesupstituirane ili na određeni način supstituirane ftalocijanine. Takvi su intermedijari na primjer l-amino-3-iminoizoindolenin, Phthalogenbrillantblau IF3G, iz kojeg na vlaknu nastaje već spomenuti Heliogenblau B, C.I. 74160, i l-amino-3-imino-4 fenilizoindolenin, Phthalogenbrillantgriin IFFB.

### Slike
|                                     |                                     |                                      |
| Plavi ftalocijaninski pigment PB15. | Zeleni ftalocijaninski pigment PG7. | Zeleni ftalocijaninski pigment PG36. |